# هانابيراموتشي
هانابيراموتشي (باليابانيَّة: 葩餅) هي حلوى يابانيَّة من نوع واغاشي، تُؤكَلُ عادَةً بمناسبة حُلول رأس السَّنة اليابانيَّة. كما تُقدّم هذه الحلوى في أوّل طُقوس الشّاي خلال العام الجديد.

## أصلها
تعني كلمة «هانابيراموتشي» «بتلة (تويجية) زهرة موتشي»، والصّيغة الأصليَّة لهذه الكلمة هي: «هيشي هانابيرا»، وهي حلوى كان يأكُلّها أفراد عائلة الإمبراطور اليابانيّ في المناسبات الخاصَّة المتزامنة مع حُلول العام الجديد. ابتُكِرَت هذه الحلوى في حقية مييجي (8 أيلول 1868 - 30 تموز 1912) وصارت منذ ذلك الحين الحلوى الرّسميَّة الشّائعة بمناسبة حُلول العام الجديد.

## شكلها
تُحدِّد التّقاليد اليابانيَّة بشكلٍ صارم شكل هذه الحلوى. ينبغي أن يكون لون عجينة الأرُزّ البيضاء الّتي تُشكّل الطبقة العُليا من هذه الحلوى مُسطّحة ومستديرة، ومطويَّة بشكلٍ نصف دائريّ، ويجب أن يظهرَ اللّون الزّهريّ في وسط الحلوى، وأن تكون أطرافها بيضاء اللّون. وعلى النّقيض من حلوى دايفوكو لا ينبغي أن تملأ عجينة الأرُزّ هذه الحلوى بشكلٍ تامّ. يحتوي جوف هذه الحلوى على طبقة من هريس فاصولياء الأزوكي، والنّوع الأبيض من هذه الحلوى يحتوى على هريس بقلة الماش المُحَلّى. وفي مركز الحلوى تمامًا حشوة حُلوَة من نبات القُرطُب الأكبر (ゴボウ غوبو) الذي يبرُز طرفاه من عجينة الأرُز من الجهتين.

## الأهميَّة والدِّلالة
هناك أهميَّة ودلالة رمزيَّة لكلّ جُزء من هذه الحلوى:
اللّون الأحمر الّذي يظهر من وراء عجينة الأرُزّ لا يُشير إلى الابتهاج والاحتفاء بالعام الجديد فحسب، بل إنّه يشيرُ أيضًا إلى زهرة الدُرّاق (أومي)، الّتي ترمُز في الثّقافة اليابانيَّة إلى الطّهارة، والبقاء، والتّجدُّد مع حُلول العام الجديد. وأمّا القرطب الأكبر فيرمُز إلى سمكة «آيو»، وهو نوع سمك يقتصرُ وجوده على دُول شرق آسيا، ويرمُز في الثّقافة اليابانيَّة إلى الرّجاء في حياةٍ مديدة.